# Casa de locuit de pe str. Lenin, 15 (Tiraspol)
Casa de locuit de pe str. Lenin, 15 este o clădire amplasată pe str. Lenin, 15 în Tiraspol, Republica Moldova. Este un monument arhitectural de importanță națională inclus în Registrul monumentelor Republicii Moldova ocrotite de stat cu nr. 15 (municipiul Tiraspol). Datează din 1936.